# Liste der Biografien/Leir
Liste der Biografien |
Portal Biografien |
Personensuche
# |
A |
B |
C |
D |
E |
F |
G |
H |
I |
J |
K |
L |
M |
N |
O |
P |
Q |
R |
S |
T |
U |
V |
W |
X |
Y |
Z |
?
 
La |
Lb |
Lc |
Le |
Lg |
Lh |
Li |
Lj |
Ll |
Lm |
Lo |
Lp |
Lt |
Lu |
Lv |
Lw |
Lx |
Ly |
Lz
 
Lea |
Leb |
Lec |
Led |
Lee |
Lef |
Leg |
Leh |
Lei |
Lej |
Lek |
Lel |
Lem |
Len |
Leo |
Lep |
Leq |
Ler |
Les |
Let |
Leu |
Lev |
Lew |
Lex |
Ley |
Lez
 
Leia |
Leib |
Leic |
Leid |
Leie |
Leif |
Leig |
Leih |
Leij |
Leik |
Leil |
Leim |
Lein |
Leip |
Leir |
Leis |
Leit |
Leiu |
Leiv |
Leiw |
Leix |
Leiz
Die Liste der Biografien führt alle Personen auf, die in der deutschsprachigen Wikipedia einen Artikel haben. Dieses ist eine Teilliste mit 13 Einträgen von Personen, deren Namen mit den Buchstaben „Leir“ beginnt.

## Leir

### Leiri
- Leiria, Mário-Henrique (1923–1980), portugiesischer Schriftsteller und Maler
- Leirich, Jürgen (1938–2012), deutscher Sportwissenschaftler, Hochschullehrer und Turnfunktionär
- Leirich, Silvan-Pierre (* 1960), deutscher Fernseh- und TheaterschauspielerSilvan-Pierre Leirich (* 1960)

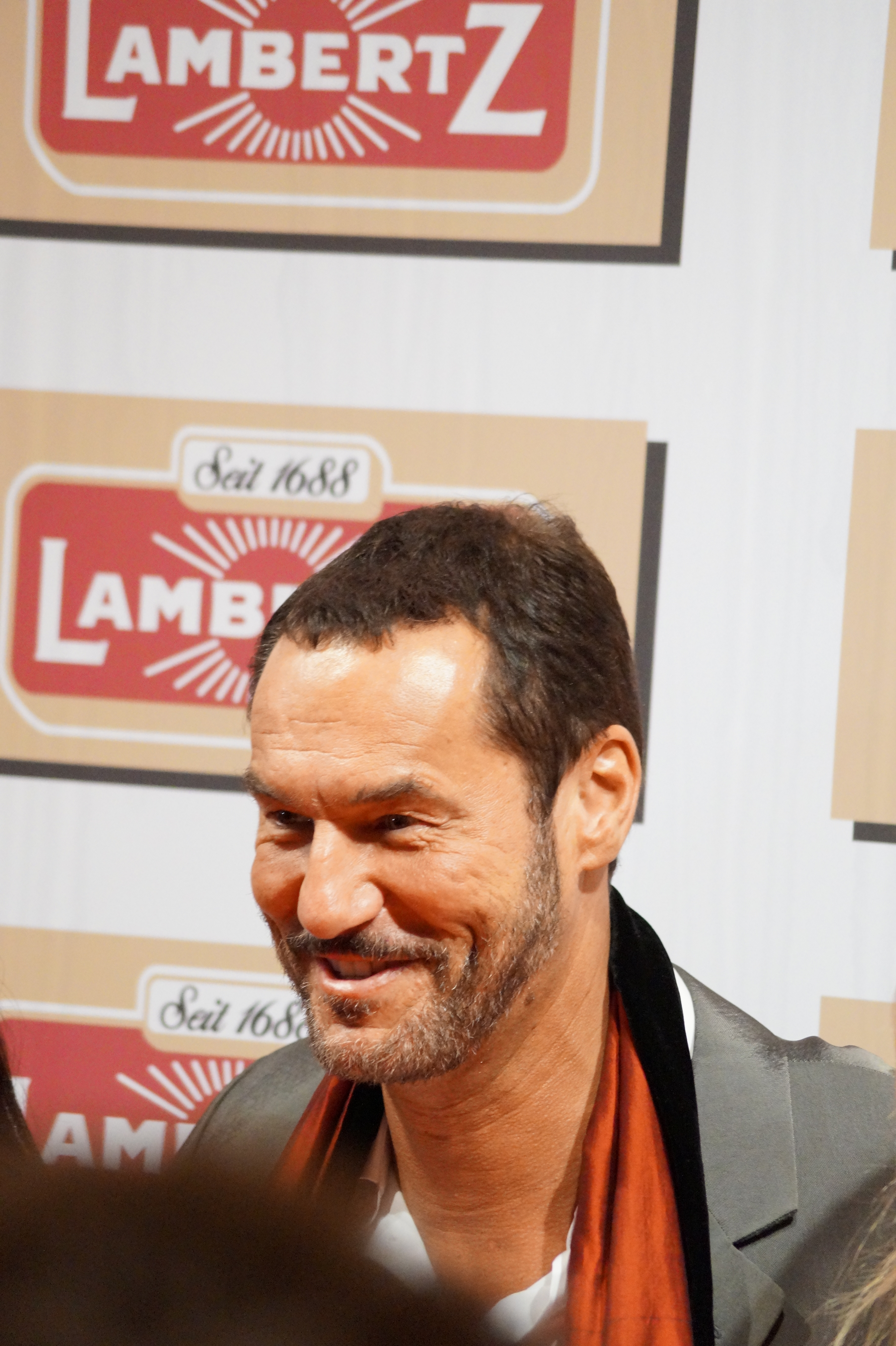
Silvan-Pierre Leirich (* 1960)

- Leiris, Michel (1901–1990), französischer Schriftsteller und Ethnologe

### Leirn
- Leirner, Felícia (1904–1996), brasilianische Bildhauerin
- Leirner, Giselda (* 1928), brasilianische Zeichnerin, Malerin und Schriftstellerin
- Leirner, Jac (* 1961), brasilianische Künstlerin
- Leirner, Nelson (1932–2020), brasilianischer Zeichner, Maler, Bühnenbildner und Lehrer

### Leiro
- Leiro, Lars (1914–2005), norwegischer Politiker, Mitglied des Storting und Grundbesitzer

### Leirs
- Leirs, Dries (* 1991), belgischer Eishockeyspieler
- Leirstein, Ulf (* 1973), norwegischer Politiker

### Leirt
- Leirtrø, Kirsti (* 1963), norwegische Politikerin (AP)

### Leiru
- Leirud, Birger (1924–1999), norwegischer Hochspringer